# Tu-123 (航空機)
Tu-123 ヤストレブ
モスクワ、ホディンカ飛行場に置かれたTu-123
- 用途：偵察
- 分類：UAV
- 設計者：アンドレイ・ニコライェヴィッチ・ツポレフ　　ヴァレンティン・I・ブリズニュク
- 製造者：ツポレフ設計局
- 運用者：ソ連空軍
- 初飛行：1960年
- 生産数：52機
- 生産開始：1964-1972年
- 運用開始：1964年
- 退役：1979年
- 運用状況：退役

ツポレフTu-123ヤストレブ( ロシア語: Ястреб、タカの意)とは、1960年にソビエト連邦で開発された最初期の偵察用無人航空機の一種である。しばしば「DBR-1」とも呼ばれ、実際に運用されたのは1964年からだった。

## 設計
Tu-123は長距離航続性を持ち、高高度を超音速で飛行する、戦略的な偵察用無人航空機である。形状はダートを思い起こさせ、概念的にアメリカ合衆国の持つロッキードD-21にいくぶん類似する。本機はフィルムカメラとSIGINT用の装備の両方を搭載する。
Tu-123はJATOを利用して地上発進し、飛行中はKR-15ターボジェットのアフターバーナーを用いる。KR-15はR-15エンジンを消耗品としたバージョンで、コストが安価で耐用時間が短い。R-15はMiG-25に2基積まれていたものである。Tu-123自体は使い捨てで、回収するには搭載された装置類をパラシュート投下する。

## 経緯

### 開発
Tu-123は、かねて提案されていたTu-121超音速核搭載巡航ミサイル計画から開発されたものである。弾道ミサイルの方が好まれたために計画が停止された後、設計案は高高度偵察任務のために改変された。1960年8月16日、「DBR-1」の呼称の下に計画が公式に始まった。ツポレフ設計局での呼称は「1123k」、後にTu-123に変更された。工場での試験は1961年9月、そして発飛行は1963年12月であった。新型のUAVが実際に任務に就役したのは1964年5月23日である。量産はボロネジの工場ナンバー64で行われ、1964年から1972年にかけて総計52機が生産された。

### 運用
Tu-123はソビエト連邦空軍の情報部隊に就役した。部隊は1979年まで軍管区である西部の国境地帯に配備されていた。理論上は、本機の航続性能はヨーロッパ中央部全てと西部をカバーし、訓練の経験上は良好な性能を見せた。しかし、使い捨てのシステムを運用する費用は満足のいかないものだった。これは準備の整っていない臨時の滑走路でも着陸でき、再利用可能なバージョンであるTu-139ヤストレブ2の開発に至った。本機の量産は行われなかった。
Tu-123は段階的に任務から退役し、MiG-25を偵察機化したMiG-25Rに置き換えられていった。

## 性能、諸元
- 主要諸元
  - 乗員：無し
  - 全長：27.84m
  - 翼幅：8.41m
  - 全高：4.78m
  - 空虚重量：11,450kg
  - 全備重量：35,610kg
  - 主エンジン：ツマンスキーKR-15、推力98.1kN

- 性能
  - 最大速度：2,700km/h
  - 航続距離：3,200km
  - 実用上昇限度：22,800m